# آگوستا (آرکانزاس)
آگوستا (آرکانزاس) (به انگلیسی: Augusta, Arkansas) یک شهر در ایالات متحده آمریکا با جمعیت ۲٬۶۹۳ نفر است که در آرکانزاس واقع شده‌است.

## موقعیت جغرافیایی
موقعیت جغرافیایی شهرها و مناطق اطراف به شرح زیر است: